# Henry Allards park

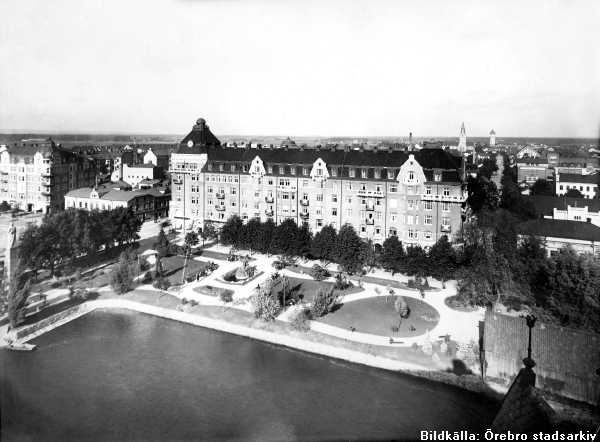
Centralparken, numera Henry Allards park, år 1920. Centralpalatset i bakgrunden.

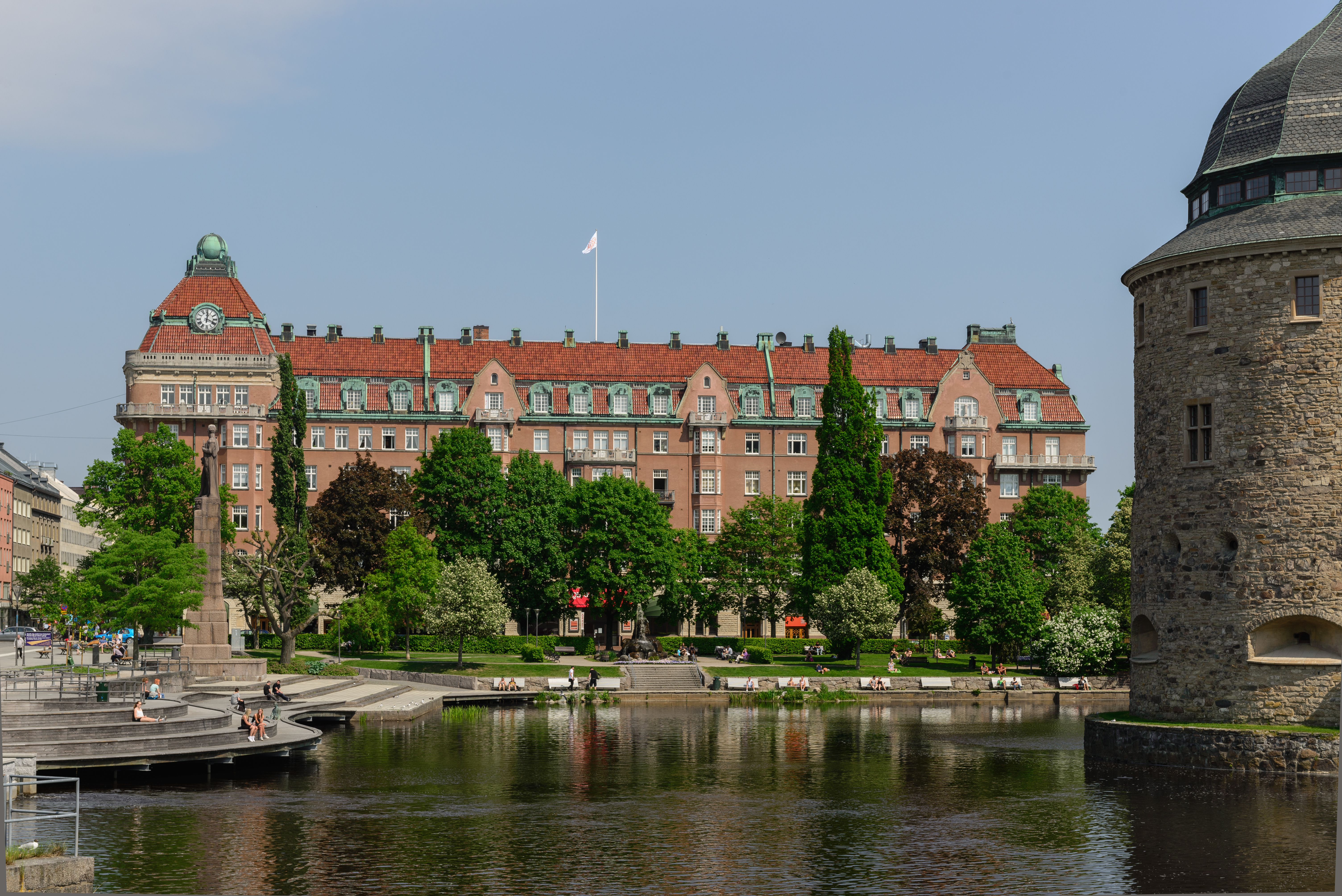
Parken 2014 med Centralpalatset i bakgrunden och Svartån och Örebro slott i förgrunden.

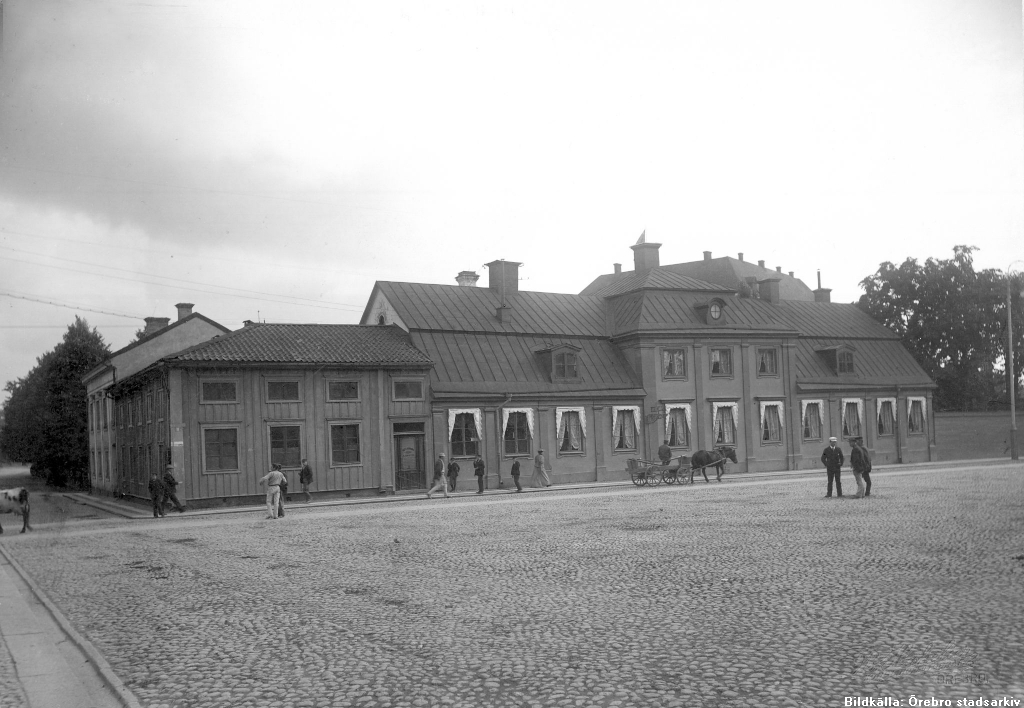
Åkerhielmska gården (nu riven) låg delvis på den plats där parken ligger idag. Järntorget i förgrunden. Örebro slott skymtar i bakgrunden.

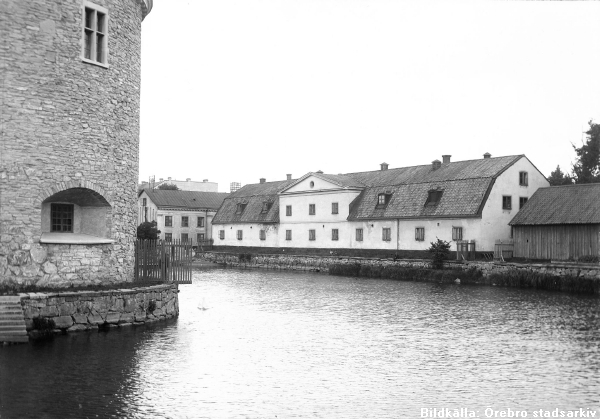
Husarstallet omkring 1908. Det låg på den plats där parken ligger idag.

Henry Allards park ligger i centrala Örebro invid slottet och Svartån: Intill parken ligger Storgatan med Järntorget, och Olaigatan. Parken hette tidigare Centralparken, och anlades år 1913  på den plats där tidigare Åkerhielmska gården och Husarstallet legat.
Under det tidiga 1900-talet beslutades om en nydaning av detta område. Husarstallet och Åkerhielmska gården revs, Storgatan breddades, och Centralpalatset byggdes under åren 1911-12. Adolf Lindgren, Centralpalatsets skapare, bidrog med 5000 kronor till parkens utsmyckning. En del av dessa pengar gick till Karl Hultströms dramatiska skulptur Befriaren.
Efter den gamle riksdagstalmannen Henry Allards död 1996 fick parken sitt nuvarande namn.

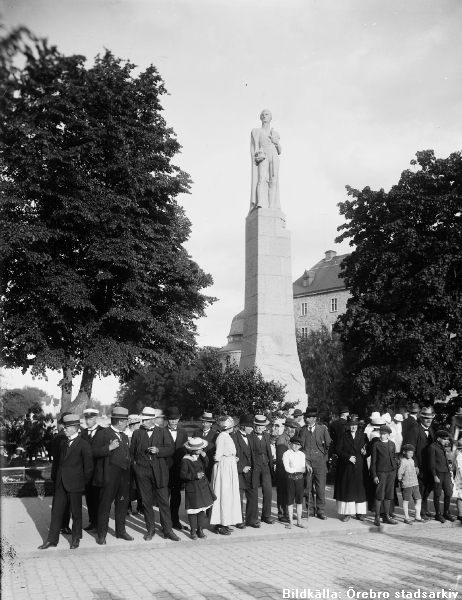
Staty av Karl XIV Johan utförd av Alfred Ohlson. Bilden tagen vid invigningen 1919.

## Statyn av Karl XIV Johan
I parken finns en staty av Karl XIV Johan som invigdes den 12 juni 1919. Skulptör var Alfred Ohlson (1868-1940). Det var tänkt att statyn skulle resas redan ett år tidigare, 1918, på 100-årsdagen av Karl XIV Johans trontillträde, och en tävling utlystes. 17 bidrag lämnades in, och Ohlsons förslag, som senare realiserades, kom på fjärde plats .